# シルトのはしご

2段あるシルトのはしご。線分 A1X1 と A2X2 は、ベクトル A0X0 の曲線に沿った平行移動の1次の近似。

シルトのはしご（英: Schild's ladder）は一般相対性理論や微分幾何学における、ベクトルの曲線に沿った平行移動を（1次の近似的に）構成する手法。多様体上の測地線とそのアフィン・パラメータのみを用いる。「シルト」の名はプリンストン大学の講義においてこの手法を導入したアルフレート・シルトに由来する。

## 概要
まず点 A0 における接ベクトル x と測地線分 A0X0 を同一視する。
そして以下の手順の各サイクルで作られる四角形 AiXiXi+1Ai+1 をレヴィ・チヴィタの擬平行四辺形の近似として用いることで、
n サイクル後に得られる測地線分 AnXn は、ベクトル x を曲線 A0An に沿って平行移動させた接ベクトルの近似となる。

### 手順
|  |  |  |

リーマン多様体 M 上において、点 A0 を通る曲線 γ を考え、x を点 A0 上の接ベクトルとする。指数写像により測地線分 A0X0 と接ベクトル x を同一視することが出来る。
以下の手順を繰り返すことで、シルトのはしごは構築される。
1. 曲線 γ 上で点 A0 に近い新しい点 A1 を取り、測地線 X0A1 を考える。
2. 測地線 X0A1 上の中点として新しい点 P1 を考える;
すなわち測地線 X0A1 のアフィン・パラメータ λ について、λP1 = 1/2(λX0 + λA1).
3. 測地線 A0P1 を構築し、この測地線の延長上に新しい点 X1 を、A0X1 のパラメーター長さが A0P1 の2倍になるように取る;
すなわち測地線 A0P1 のアフィン・パラメータ λ′ について、λ′X1 - λ′A0 = 2(λ′P1 - λ′A0).
4. 最後に新しい測地線 A1X1 を考える。この測地線への接ベクトル x1 は、A0 における接ベクトル x を A1 へと平行移動したものの（少なくとも）1次近似となっている。

なお2点間距離 AiXi, AiAi+1 は十分に小さい必要がある。

## 近似
これは連続過程である平行移動の離散近似となっている。もし周辺空間が平らであるのなら、これは正確に平行移動と一致し、各サイクルで形成される四辺形（前述の手順における AnXnXn + 1An + 1）はレヴィ＝チヴィタの擬平行四辺形と一致する。
一方曲がった空間においては、三角形 AnXnAn + 1 周りのホロノミーによって誤差が与えられる。これはアンブローズ・シンガーの定理により、三角形内部の曲率の積分と等しく、またこれは（閉曲線上の積分と内部の積分を関係させる）グリーンの定理の1つの形態である。

## 注意
- 曲線は測地線である必要は無い。またベクトルの平行移動の結果は、経路である曲線に依存する。[2]
  - 測地線である曲線とその測地線の接ベクトルについてシルトのはしごを構成すると、「測地線は自分自身に沿って自分自身の接線ベクトルを平行移動する」ことが分かる。[2]
- シルトのはしごにより構成される平行移動は、捻れを持たない (torsion-free) 。
- 測地線を作るためにリーマン計量は必須ではない。しかしもしリーマン計量により測地線が作られるのなら、シルトのはしごの極限[注釈 3]によって得られる平行移動は、レヴィ・チヴィタ接続が捻れを持たないため、レヴィ・チヴィタ接続と等しい。